# 2004 في بولندا
فيما يلي قوائم الأحداث التي وقعت خلال عام 2004 في بولندا.

## سياسة

### انتهاء فترة المنصب
- 2 مايو – يزيك ميلر رئيس مجلس وزراء بولندا.

## برامج ومسلسلات وأنمي
- الحب الأول

## وفيات

### مايو
- 28 مايو – يجيه كليمبل (مواليد 1953) لاعب كرة يد بولندي.